# Ne hagyd magad, Bill!
A Ne hagyd magad, Bill! (eredeti címe: Meet Bill) 2007-es amerikai filmvígjáték Bernie Goldmann és Melisa Wallack rendezésében. A címszerepet Aaron Eckhart alakítja, a mellékszerepeket pedig Logan Lerman, Jessica Alba, Elizabeth Banks és Timothy Olyphant alakítják.

## Rövid történet
Bill eléggé kellemetlen életet él: felesége semmibe veszi, rokonai pedig nem akarják tisztelni. Amikor a felesége megcsalja, Bill elhatározza, hogy visszanyeri őt - egy tinédzser segítségével.

## Szereplők
- Aaron Eckhart: Bill Anderson
- Jessica Alba: Lucy
- Elizabeth Banks: Jess
- Logan Lerman: a kölyök
- Holmes Osborne: Mr. Jacoby
- Todd Louiso: John Jr.
- Timothy Olyphant: Chip Johnson
- Craig Bierko: Sargent Anderson (nem jelenik meg a neve a stáblistán)
- Reed Diamond: Paul
- Kristen Wiig: Jane Whitman
- Jason Sudeikis: Jim Whitman
- Andy Zou: Donald Choo
- Ana Mackenzie: Sarah Sheldon (a stáblistán "Ana Lucasey" néven van feltüntetve)
- Gabriel Basso: rákos gyermek

## Megjelenés
A filmet 2007. szeptember 8-án mutatták be a Torontói Nemzetközi Filmfesztiválon. 2008. április 4-én korlátozott számban jelent meg St. Louis-ban és Minneapolisban, 2008. május 9-én pedig széles körben is bemutatták.

## Fogadtatás
A Rotten Tomatoes honlapján 20%-ot ért el 20 kritika alapján, és 3.84 pontot szerzett a tízből. A Metacritic oldalán 30%-os értékelést ért el 8 kritika alapján.
A The Hollywood Reporter és a Variety is negatívan értékelte a filmet.